# Teucholabis (Teucholabis) pruthiana
Teucholabis (Teucholabis) pruthiana is een tweevleugelige uit de familie steltmuggen (Limoniidae). De soort komt voor in het Oriëntaals gebied.